# Progress M-58
Progress M-58 (ryska: Прогресс М-58) eller som NASA kallar den, Progress 23 eller 23P, var en rysk obemannad rymdfarkost som levererade förnödenheter, syre, vatten och bränsle till rymdstationen ISS. Den sköts upp med en Sojuz-U-raket från Kosmodromen i Bajkonur den 23 oktober 2006 och dockade med ISS den 26 oktober. 
Farkosten lämnade rymdstationen den 27 mars 2007 och brann upp i jordens atmosfär några timmar senare.

### Fotnoter
1. ↑  ”NASA Space Science Data Coordinated Archive” (på engelska). NASA. https://nssdc.gsfc.nasa.gov/nmc/spacecraft/display.action?id=2006-045A. Läst 1 mars 2020.
2. ↑  Manned Astronautics - Figures & Facts Arkiverad 7 oktober 2007 hämtat från the Wayback Machine., läst 15 juli 2016.